# Piero Maroncelli
Pietro Maroncelli (Forli, Emília-Romanya, Itàlia, 21 de setembre de 1795 - Nova York, EUA, 1 d'agost de 1846) fou un lluitador polític, literat i músic italià.
Estudià música en el Conservatori de Nàpols, tenint per mestres a Paisiello i Zingarelli; després passà a Bolonya, on trava relacions amb alguns patriotes que conspiraven per alliberar-se del jou austríac, acusat com a carbonari (carbonaris), fou detingut en el seu poble natal i més tard empresonat en el Castell de Sant'Angelo de Roma, en el que hi va romandre alguns mesos, aconseguint després la llibertat.
Llavors es traslladà a Milà, i per a guanyar-se la vida treballà en una impremta, i en aquesta ciutat va conèixer el que hauria de ser el seu company d'infortuni, el cèlebre literat Silvio Pellico, sent detinguts ambdós l'any 1820. Conduïts a Venècia, foren condemnats a mort per inculpar-los d'haver intentat revolucionar el país, però aquella pena els fou commutada per la de carcere duro en la fortalesa de Špilberk (Moràvia). En aquesta dura presó sofrí, igual que el seu amic, innombrables molèsties que suportà resignadament, però que alteraren la seva salut, i, a conseqüència d'un tumor a la cama esquerra, es precisà que li tallessin. No aconseguí la llibertat fins l'1 d'agost de 1830, i com que no se li permetia residir al seu país, es traslladà a París, i el 1833 als Estats Units, on es dedicà a donar lliçons de música.
Més tard va perdre la vista, i al final també se li torbà la raó, el que va afanyar la seva mort. Durant el seu empresonament a Špilberk va compondre nombroses poesies que retenia de memòria, ja que el rigor dels seus carcellers no li permetien traslladar al paper els fruits del seu enginy; posteriorment va escriure l'interessant treball Adizzioni alle <Mie prigioni> di Silvio Pellico (París, 1834): en aquesta va exposar les seves teories literàries sobre el cormentalisme i el profilisme, i així com Silvio Pellico mostrà en les seves Memòries una resignació cristiana, Maroncelli, pel contrari, exposa la seva indignació sobre els seus opressors.